# Kate Hooper
Pour les articles homonymes, voir Hooper.
Kate Jon-Marie Hooper, née le 26 février 1978 à Auckland, est une joueuse de water-polo australienne.
Joueuse de l'équipe d'Australie de water-polo féminin, elle est sacrée championne olympique aux Jeux d'été de 2000 à Sydney.